# Bauerngraben (Ohre)
Der Bauerngraben, auch als Jeseritzer Bauerngraben bekannt, ist ein kleiner Nebenfluss der Ohre in Sachsen-Anhalt.

## Verlauf und Besonderheiten
Der kleine Fluss hat seinen Ursprung in Jeseritz im Altmarkkreis Salzwedel und fließt südwärts über die Orte Jeseritz, Elsebeck und Berenbrock nach Calvörde im Landkreis Börde.
Der Bauerngraben fließt dann an der Burg Calvörde in die Ohre und hatte an dieser Stelle eine Schutzfunktion für die Burg.